# Лубенська округа
Лубе́нська окру́га — адміністративно-територіальна одиниця Української СРР в 1923–1930 роках. Окружний центр — місто Лубни. 

## Історія
Утворена 7 березня 1923 року у складі Полтавської губернії. Налічувала 16 районів. 
У червні 1925 року губернії в Україні було скасовано і округа перейшла у пряме підпорядкування Української РСР. 
Упродовж 1924–1930 років межі й склад округи не раз змінювалися. У червні 1930 року до складу Лубенської округи було приєднано територію розформованої Прилуцької округи. 
Як адміністративна одиниця округа була ліквідована 2 вересня 1930 року, райони перейшли у пряме підпорядкування Української СРР. 

## Адміністративний поділ
Згідно з даними на 1 жовтня 1925 року Лубенська округа складалася з 16 районів та 251 сільради, зокрема райони Лубенської округи:
- Багачанський;
- Вовчківський (Вовчицький);
- Комишанський;
- Лубенський;
- Миргородський;
- Нероновицький;
- Оболонянський;
- Оржицький;
- Остап'ївський;
- Покровсько-Багачанський;
- Попівський;
- Сінчанський;
- Тарандинцівський;
- Хорольський;
- Чорнухинський;
- Яблунівський.

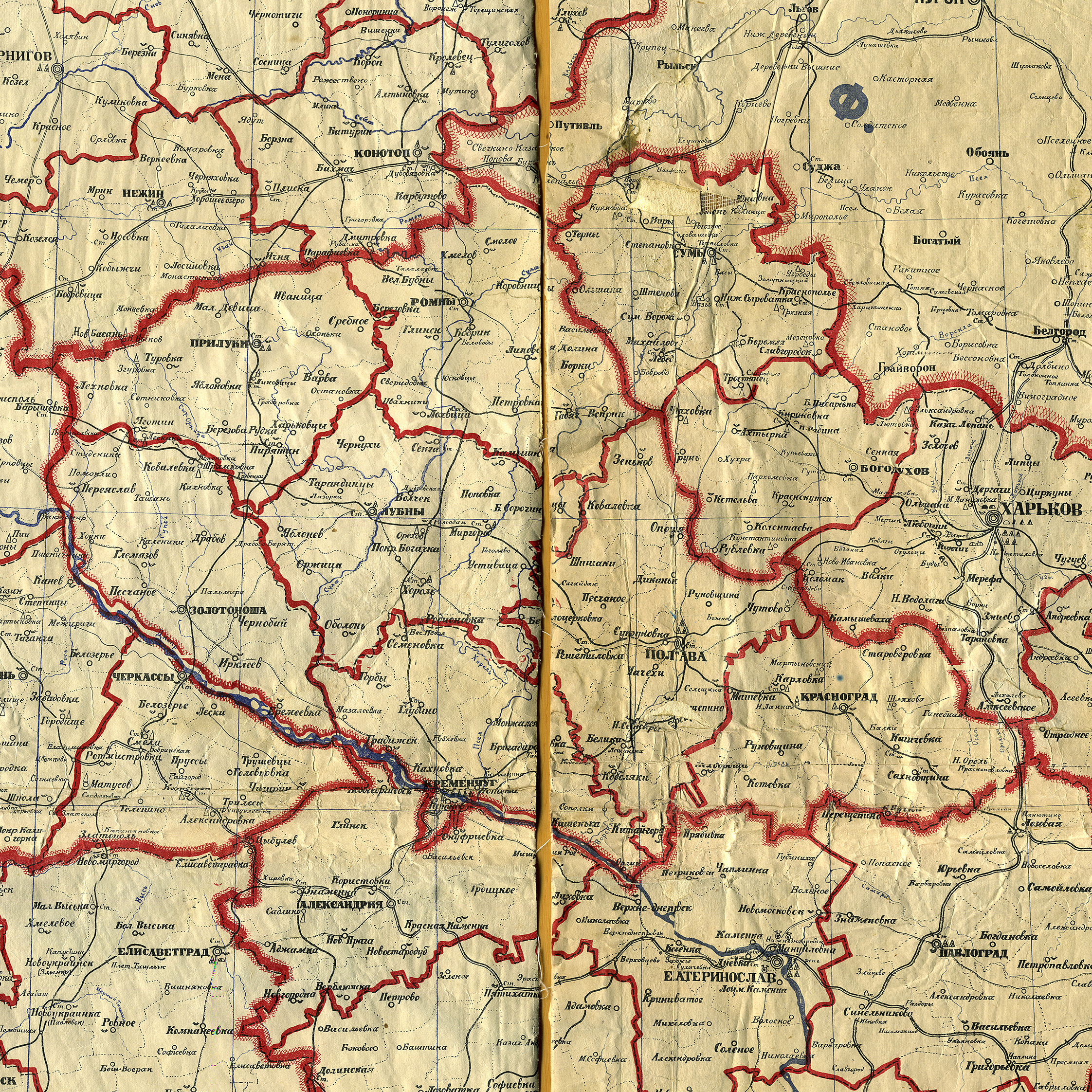
Карта Лубенської округи у складі Полтавської губернії, 1923
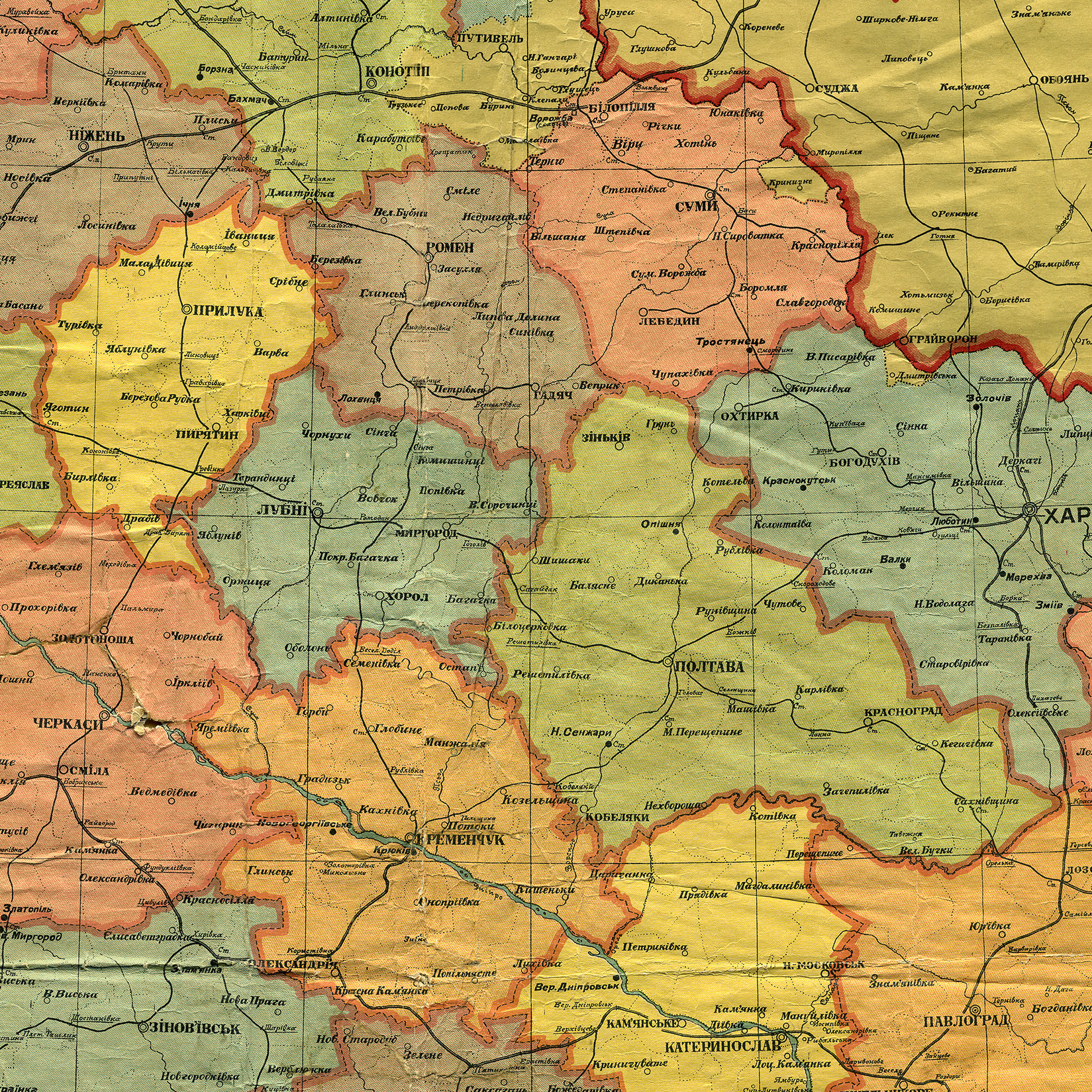
Карта Лубенської округи, адміністративні межі станом на 1 жовтня 1925
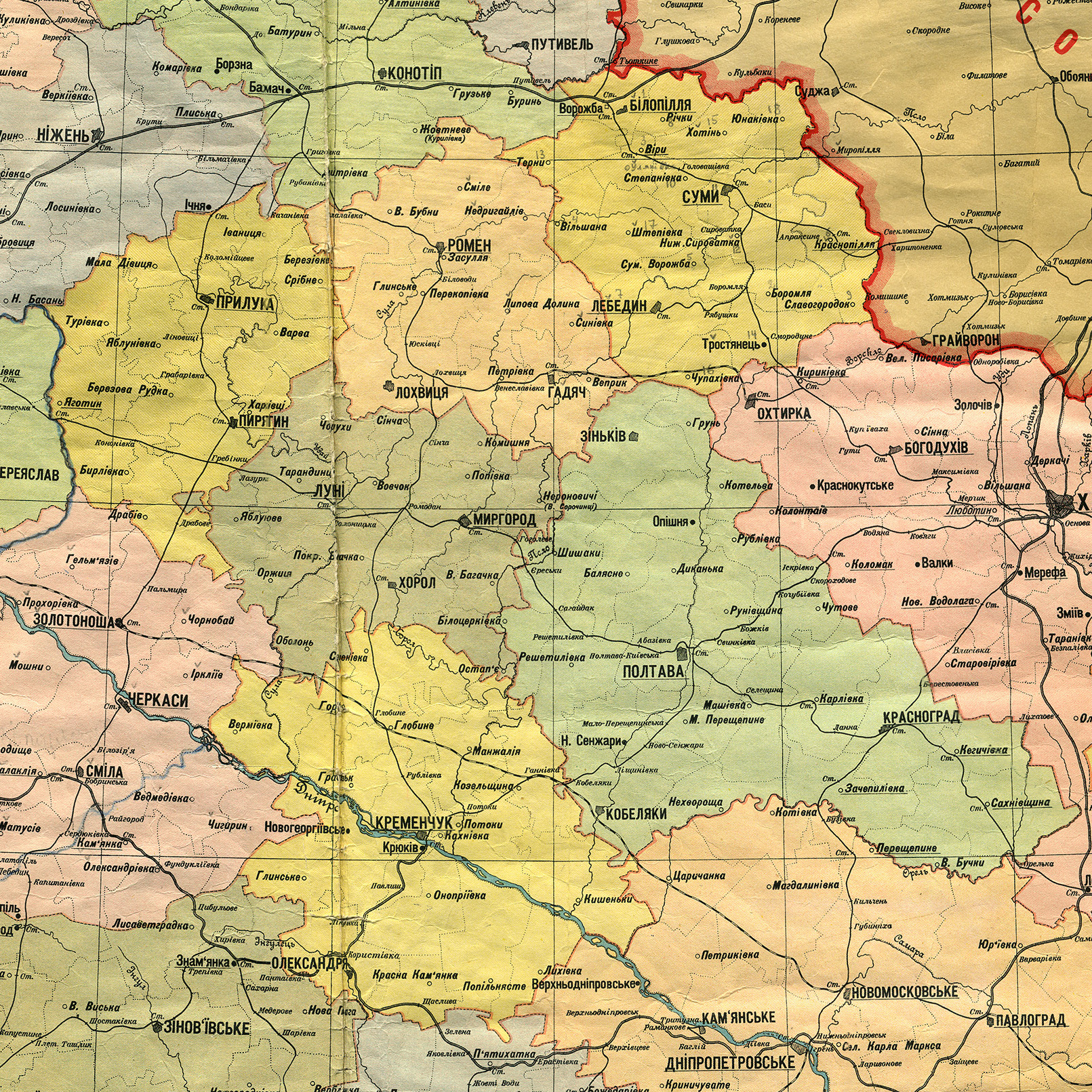
Карта Лубенської округи, адміністративні межі станом на 1 березня 1927

## Населення
Населення Лубенської округи становило 568 825 осіб (1926). 

### Національний склад
Національний склад населення за переписом 1926 року: українці — 96%; євреї — 1,8%; росіяни — 0,9%.
Населення та національний склад районів округи за переписом 1926 року
| Район               | Населення, осіб | Національний склад, % | Національний склад, % | Національний склад, % | Національний склад, % | Національний склад, % |
| Район               | Населення, осіб | українці              | євреї                 | росіяни               | білоруси              | поляки                |
| ------------------- | --------------- | --------------------- | --------------------- | --------------------- | --------------------- | --------------------- |
| м. Лубни            | 21 302          | 64,4                  | 25,1                  | 8,4                   | 0,4                   | 0,5                   |
| Великобагачанський  | 27 602          | 99,3                  | 0,0                   | 0,4                   |                       |                       |
| Вовчківський        | 32 851          | 98,5                  | 0,1                   | 0,9                   | 0,1                   | 0,1                   |
| Комишанський        | 27 269          | 99,4                  | 0,1                   | 0,4                   | 0,1                   |                       |
| Лубенський          | 39 754          | 99,0                  |                       | 0,5                   | 0,1                   | 0,1                   |
| Миргородський       | 47 534          | 93,5                  | 4,3                   | 1,4                   | 0,1                   | 0,1                   |
| Нероновицький       | 22 652          | 99,2                  | 0,2                   | 0,4                   |                       |                       |
| Оболонянський       | 42 852          | 99,1                  | 0,1                   | 0,5                   | 0,1                   |                       |
| Оржицький           | 26 220          | 99,5                  | 0,1                   | 0,3                   |                       |                       |
| Остапівський        | 32 384          | 99,5                  |                       | 0,2                   |                       |                       |
| Покровобагачанський | 39 940          | 99,2                  |                       | 0,5                   |                       | 0,1                   |
| Попівський          | 28 975          | 99,5                  | 0,1                   | 0,3                   |                       |                       |
| Сенчанський         | 25 411          | 99,1                  | 0,3                   | 0,4                   | 0,1                   |                       |
| Тарандинцівський    | 27 341          | 99,1                  | 0,1                   | 0,6                   |                       |                       |
| Хорольський         | 49 847          | 93,8                  | 4,2                   | 1,3                   | 0,1                   | 0,1                   |
| Чорнуський          | 48 230          | 98,6                  | 0,7                   | 0,5                   | 0,1                   |                       |
| Яблунівський        | 28 661          | 98,9                  | 0,4                   | 0,4                   |                       |                       |
| Лубенська округа    | 568 825         | 96,9                  | 1,8                   | 0,9                   | 0,1                   | 0,1                   |

### Мовний склад
Рідна мова населення Лубенської округи за переписом 1926 року
| Район               | Населення, осіб | Рідна мова, % | Рідна мова, % | Рідна мова, % |
| Район               | Населення, осіб | українська    | російська     | інша          |
| ------------------- | --------------- | ------------- | ------------- | ------------- |
| м. Лубни            | 21 302          | 61,6          | 17,9          | 20,5          |
| Великобагачанський  | 27 602          | 99,4          | 0,4           | 0,2           |
| Вовчківський        | 32 851          | 98,4          | 1,2           | 0,4           |
| Комишанський        | 27 269          | 99,4          | 0,4           | 0,2           |
| Лубенський          | 39 754          | 99,0          | 0,4           | 0,5           |
| Миргородський       | 47 534          | 93,9          | 2,6           | 3,5           |
| Нероновицький       | 22 652          | 99,2          | 0,4           | 0,4           |
| Оболонянський       | 42 852          | 99,0          | 0,6           | 0,3           |
| Оржицький           | 26 220          | 99,4          | 0,3           | 0,2           |
| Остапівський        | 32 384          | 99,5          | 0,2           | 0,3           |
| Покровобагачанський | 39 940          | 99,2          | 0,6           | 0,2           |
| Попівський          | 28 975          | 99,5          | 0,3           | 0,2           |
| Сенчанський         | 25 411          | 99,2          | 0,6           | 0,2           |
| Тарандинцівський    | 27 341          | 99,0          | 0,6           | 0,3           |
| Хорольський         | 49 847          | 93,4          | 3,8           | 2,9           |
| Чорнуський          | 48 230          | 98,6          | 0,5           | 0,9           |
| Яблунівський        | 28 661          | 99,0          | 0,4           | 0,6           |
| Лубенська округа    | 568 825         | 96,8          | 1,6           | 1,6           |

## Керівники округи

### Відповідальні секретарі окружного комітетуКП(б)У
- Рибніков Нісен Йосипович (.03.1923—.08.1923),
- Толстопятов С. (.08.1923—.01.1924),
- Рибніков Нісен Йосипович (.01.1924—.06.1924),
- Блеєр Аполлон Дмитрович (.06.1924—1926),
- Кушнаренко Іван Ілліч (.10.1927—1928),
- Маковецький (1928—1929),
- Данилевська Марія Володимирівна (1929—20.06.1930),
- Сірко Іван Миколайович (20.06.1930—.08.1930).

### Голови окружного виконавчого комітету
- Легкий Володимир Степанович (.03.1923—1925),
- Крупко Семен Никифорович (1925—.04.1926),
- Сушенко І. (1926—1927),
- Данилевич Федір Степанович (1927—4.03.1929),
- Шканд, в. о. (4.03.1929—17.04.1929),
- Осадчий Микола Семенович (17.04.1929—20.06.1930)
- Межуєв Микола Дмитрович (20.06.1930—.09.1930)